# Gran Premio di superbike di Magny-Cours 2006
Il Gran Premio di superbike di Magny-Cours 2006 è stato la dodicesima e ultima prova del campionato mondiale Superbike 2006, disputato l'8 ottobre sul circuito di Magny-Cours, in gara 1 ha visto la vittoria di James Toseland davanti a Noriyuki Haga e Troy Corser, la gara 2 è stata vinta da Troy Bayliss che ha preceduto Troy Corser e James Toseland. La gara è stata ininfluente sul risultato finale del campionato, con l'australiano Troy Bayliss che si era aggiudicato matematicamente il titolo già dalla gara precedente.
La vittoria nella gara valevole per il campionato mondiale Supersport 2006 è stata ottenuta da Sébastien Charpentier. Diversamente dalla Superbike, il titolo iridato della Supersport era ancora in bilico e se lo è aggiudicato il francese Charpentier, superando proprio in quest'ultima prova l'australiano Kevin Curtain costretto al ritiro.
Per quel che concerne la gara della Superstock 1000 FIM Cup viene vinta da Claudio Corti e quella del campionato Europeo della classe Superstock 600 da Xavier Siméon.
Già assegnato al termine della precedente gara a Siméon il titolo europeo della Superstock 600, ancora da assegnare invece il titolo della Superstock 1000 FIM Cup, con in lizza Corti, Luca Scassa e Alessandro Polita, con quest'ultimo che, con il secondo posto in questa gara, si aggiudica il primato in campionato.

## Risultati

### Gara 1

#### Arrivati al traguardo[7]
| Pos. | Nº | Pilota             | Squadra                     | Motocicletta       | Giri | Tempo     | Griglia | Punti |
| ---- | -- | ------------------ | --------------------------- | ------------------ | ---- | --------- | ------- | ----- |
| 1º   | 52 | James Toseland     | Winston Ten Kate Honda      | Honda CBR 1000RR   | 23   | 38:53.856 | 2º      | 25    |
| 2º   | 41 | Noriyuki Haga      | Yamaha Motor Italia WSB     | Yamaha YZF R1      | 23   | +0:00.115 | 5º      | 20    |
| 3º   | 1  | Troy Corser        | Alstare Suzuki Corona Extra | Suzuki GSXR1000 K6 | 23   | +0:00.412 | 1º      | 16    |
| 4º   | 21 | Troy Bayliss       | Ducati Xerox                | Ducati 999 F06     | 23   | +0:03.000 | 6º      | 13    |
| 5º   | 71 | Yukio Kagayama     | Alstare Suzuki Corona Extra | Suzuki GSXR1000 K6 | 23   | +0:07.152 | 8º      | 11    |
| 6º   | 9  | Chris Walker       | PSG-1 Kawasaki Corse        | Kawasaki ZX10R     | 23   | +0:14.906 | 11º     | 10    |
| 7º   | 4  | Alex Barros        | Klaffi Honda                | Honda CBR 1000RR   | 23   | +0:17.330 | 13º     | 9     |
| 8º   | 57 | Lorenzo Lanzi      | Ducati Xerox                | Ducati 999 F06     | 23   | +0:17.474 | 3º      | 8     |
| 9º   | 55 | Régis Laconi       | PSG-1 Kawasaki Corse        | Kawasaki ZX10R     | 23   | +0:25.257 | 15º     | 7     |
| 10º  | 38 | Shin'ichi Nakatomi | Yamaha Motor France-Ipone   | Yamaha YZF R1      | 23   | +0:25.883 | 14º     | 6     |
| 11º  | 84 | Michel Fabrizio    | D.F.X. Treme                | Honda CBR 1000RR   | 23   | +0:31.542 | 16º     | 5     |
| 12º  | 76 | Max Neukirchner    | Alstare Eng. Corona Extra   | Suzuki GSXR1000 K6 | 23   | +0:33.422 | 7º      | 4     |
| 13º  | 3  | Norifumi Abe       | Yamaha Motor France-Ipone   | Yamaha YZF R1      | 23   | +0:36.159 | 18º     | 3     |
| 14º  | 44 | Roberto Rolfo      | Ducati SC - Caracchi        | Ducati 999 F05     | 23   | +0:40.867 | 19º     | 2     |
| 15º  | 25 | Joshua Brookes     | Kawasaki Bertocchi          | Kawasaki ZX10R     | 23   | +0:50.110 | 22º     | 1     |
| 16º  | 13 | Vittorio Iannuzzo  | Sterilgarda - Berik         | Ducati 999 F05     | 23   | +0:52.436 | 24º     |       |
| 17º  | 18 | Craig Jones        | Foggy Petronas Racing       | Petronas FP1       | 23   | +0:52.638 | 25º     |       |
| 18º  | 88 | Andrew Pitt        | Yamaha Motor Italia WSB     | Yamaha YZF R1      | 23   | +0:57.659 | 9º      |       |
| 19º  | 12 | Ivan Goi           | Emmebi Team                 | Honda CBR 1000RR   | 23   | +1:29.905 | 26º     |       |

#### Ritirati
| Nº | Pilota              | Squadra                    | Motocicletta     | Giri | Griglia |
| -- | ------------------- | -------------------------- | ---------------- | ---- | ------- |
| 36 | Jiří Drazdak        | Yamaha Junior Pro-SBK Rac. | Yamaha YZF R1    | 14   | 27º     |
| 99 | Steve Martin        | Foggy Petronas Racing      | Petronas FP1     | 10   | 21º     |
| 31 | Karl Muggeridge     | Winston Ten Kate Honda     | Honda CBR 1000RR | 8    | 4º      |
| 7  | Pierfrancesco Chili | D.F.X. Treme               | Honda CBR 1000RR | 6    | 17º     |
| 8  | Ivan Clementi       | Team Pedercini             | Ducati 999 RS    | 5    | 20º     |
| 10 | Fonsi Nieto         | PSG-1 Kawasaki Corse 2     | Kawasaki ZX10R   | 4    | 10º     |
| 80 | Kurtis Roberts      | Team Pedercini             | Ducati 999 RS    | 2    | 23º     |
| 16 | Sébastien Gimbert   | Yamaha Motor France-Ipone  | Yamaha YZF R1    | 1    | 12º     |

### Gara 2

#### Arrivati al traguardo[8]
| Pos. | Nº | Pilota              | Squadra                     | Motocicletta       | Giri | Tempo     | Griglia | Punti |
| ---- | -- | ------------------- | --------------------------- | ------------------ | ---- | --------- | ------- | ----- |
| 1º   | 21 | Troy Bayliss        | Ducati Xerox                | Ducati 999 F06     | 23   | 38:54.239 | 6º      | 25    |
| 2º   | 1  | Troy Corser         | Alstare Suzuki Corona Extra | Suzuki GSXR1000 K6 | 23   | +0:01.282 | 1º      | 20    |
| 3º   | 52 | James Toseland      | Winston Ten Kate Honda      | Honda CBR 1000RR   | 23   | +0:03.388 | 2º      | 16    |
| 4º   | 41 | Noriyuki Haga       | Yamaha Motor Italia WSB     | Yamaha YZF R1      | 23   | +0:08.524 | 5º      | 13    |
| 5º   | 88 | Andrew Pitt         | Yamaha Motor Italia WSB     | Yamaha YZF R1      | 23   | +0:11.836 | 9º      | 11    |
| 6º   | 31 | Karl Muggeridge     | Winston Ten Kate Honda      | Honda CBR 1000RR   | 23   | +0:14.126 | 4º      | 10    |
| 7º   | 57 | Lorenzo Lanzi       | Ducati Xerox                | Ducati 999 F06     | 23   | +0:15.217 | 3º      | 9     |
| 8º   | 9  | Chris Walker        | PSG-1 Kawasaki Corse        | Kawasaki ZX10R     | 23   | +0:18.212 | 11º     | 8     |
| 9º   | 71 | Yukio Kagayama      | Alstare Suzuki Corona Extra | Suzuki GSXR1000 K6 | 23   | +0:20.224 | 8º      | 7     |
| 10º  | 4  | Alex Barros         | Klaffi Honda                | Honda CBR 1000RR   | 23   | +0:23.387 | 13º     | 6     |
| 11º  | 16 | Sébastien Gimbert   | Yamaha Motor France-Ipone   | Yamaha YZF R1      | 23   | +0:28.965 | 12º     | 5     |
| 12º  | 3  | Norifumi Abe        | Yamaha Motor France-Ipone   | Yamaha YZF R1      | 23   | +0:33.071 | 18º     | 4     |
| 13º  | 84 | Michel Fabrizio     | D.F.X. Treme                | Honda CBR 1000RR   | 23   | +0:33.125 | 16º     | 3     |
| 14º  | 76 | Max Neukirchner     | Alstare Eng. Corona Extra   | Suzuki GSXR1000 K6 | 23   | +0:35.223 | 7º      | 2     |
| 15º  | 7  | Pierfrancesco Chili | D.F.X. Treme                | Honda CBR 1000RR   | 23   | +0:40.136 | 17º     | 1     |
| 16º  | 25 | Joshua Brookes      | Kawasaki Bertocchi          | Kawasaki ZX10R     | 23   | +0:40.716 | 22º     |       |
| 17º  | 44 | Roberto Rolfo       | Ducati SC - Caracchi        | Ducati 999 F05     | 23   | +0:41.827 | 19º     |       |
| 18º  | 55 | Régis Laconi        | PSG-1 Kawasaki Corse        | Kawasaki ZX10R     | 22   | +1 giro   | 15º     |       |

#### Ritirati
| Nº | Pilota             | Squadra                    | Motocicletta     | Giri | Griglia |
| -- | ------------------ | -------------------------- | ---------------- | ---- | ------- |
| 10 | Fonsi Nieto        | PSG-1 Kawasaki Corse 2     | Kawasaki ZX10R   | 17   | 10º     |
| 13 | Vittorio Iannuzzo  | Sterilgarda - Berik        | Ducati 999 F05   | 14   | 24º     |
| 38 | Shin'ichi Nakatomi | Yamaha Motor France-Ipone  | Yamaha YZF R1    | 12   | 14º     |
| 18 | Craig Jones        | Foggy Petronas Racing      | Petronas FP1     | 9    | 25º     |
| 8  | Ivan Clementi      | Team Pedercini             | Ducati 999 RS    | 7    | 20º     |
| 99 | Steve Martin       | Foggy Petronas Racing      | Petronas FP1     | 7    | 21º     |
| 12 | Ivan Goi           | Emmebi Team                | Honda CBR 1000RR | 5    | 26º     |
| 36 | Jiří Drazdak       | Yamaha Junior Pro-SBK Rac. | Yamaha YZF R1    | 0    | 27º     |
| 80 | Kurtis Roberts     | Team Pedercini             | Ducati 999 RS    | 0    | 23º     |

### Supersport

#### Arrivati al traguardo
| Pos. | Nº  | Pilota                | Squadra                     | Motocicletta    | Giri | Tempo     | Griglia | Punti |
| ---- | --- | --------------------- | --------------------------- | --------------- | ---- | --------- | ------- | ----- |
| 1º   | 16  | Sébastien Charpentier | Winston Ten Kate Honda      | Honda CBR 600RR | 22   | 38'14.775 | 1º      | 25    |
| 2º   | 54  | Kenan Sofuoğlu        | Winston Ten Kate Honda      | Honda CBR 600RR | 22   | +3.779    | 2º      | 20    |
| 3º   | 23  | Broc Parkes           | Yamaha Motor Germany        | Yamaha YZF R6   | 22   | +10.879   | 3º      | 16    |
| 4º   | 69  | Gianluca Nannelli     | Manila Grace SC             | Ducati 749 R    | 22   | +19.556   | 7º      | 13    |
| 5º   | 94  | David Checa           | Yamaha - GMT 94             | Yamaha YZF R6   | 22   | +22.790   | 4º      | 11    |
| 6º   | 127 | Robbin Harms          | Stiggy Motorsports          | Honda CBR 600RR | 22   | +25.745   | 11º     | 10    |
| 7º   | 3   | Katsuaki Fujiwara     | Megabike Honda              | Honda CBR 600RR | 22   | +29.437   | 6º      | 9     |
| 8º   | 116 | Johan Stigefelt       | Dark Dog Stiggy Motorsports | Honda CBR 600RR | 22   | +31.609   | 9º      | 8     |
| 9º   | 7   | Stéphane Chambon      | Gil Motor Sport             | Kawasaki ZX6RR  | 22   | +35.190   | 10º     | 7     |
| 10º  | 32  | Yoann Tiberio         | Megabike Honda              | Honda CBR 600RR | 22   | +37.552   | 20º     | 6     |
| 11º  | 61  | Simone Sanna          | Team Parkalgar              | Honda CBR 600RR | 22   | +52.996   | 16º     | 5     |
| 12º  | 6   | Mauro Sanchini        | Bikersdays Yamaha Moto 1    | Yamaha YZF R6   | 22   | +55.346   | 14º     | 4     |
| 13º  | 38  | Grégory Leblanc       | Vazy Racing                 | Honda CBR 600RR | 22   | +55.462   | 24º     | 3     |
| 14º  | 72  | Stuart Easton         | Manila Grace SC             | Ducati 749 R    | 22   | +59.631   | 29º     | 2     |
| 15º  | 31  | Vesa Kallio           | SLM Racing                  | Yamaha YZF R6   | 22   | +1'04.252 | 25º     | 1     |
| 16º  | 17  | Miguel Praia          | Team Parkalgar              | Honda CBR 600RR | 22   | +1'04.435 | 27º     |       |
| 17º  | 5   | Alessio Velini        | Umbria Bike                 | Yamaha YZF R6   | 22   | +1'05.829 | 26º     |       |
| 18º  | 27  | Tom Tunstall          | Hardinge Ice Valley M.      | Honda CBR 600RR | 22   | +1'19.115 | 31º     |       |
| 19º  | 28  | Arie Vos              | Intermoto Czech Klaffi      | Honda CBR 600RR | 22   | +1'25.456 | 28º     |       |
| 20º  | 40  | Thomas Metro          | Moto Vitesse Réunion        | Yamaha YZF R6   | 22   | +1'32.029 | 36º     |       |

#### Ritirati
| Nº | Pilota               | Squadra                     | Motocicletta    | Giri | Griglia |
| -- | -------------------- | --------------------------- | --------------- | ---- | ------- |
| 45 | Gianluca Vizziello   | Yamaha Team Italia          | Yamaha YZF R6   | 21   | 12º     |
| 37 | William De Angelis   | Intermoto Czech Klaffi      | Honda CBR 600RR | 16   | 15º     |
| 39 | David Perret         | Scratch Moto Racing         | Kawasaki ZX6RR  | 15   | 23º     |
| 10 | Fabien Foret         | Gil Motor Sport             | Kawasaki ZX6RR  | 14   | 13º     |
| 25 | Tatu Lauslehto       | Dark Dog Stiggy Motorsports | Honda CBR 600RR | 14   | 35º     |
| 73 | Christian Zaiser     | LBR Ducati Racing           | Ducati 749 R    | 10   | 21º     |
| 21 | Chris Peris          | Bikersdays Yamaha Moto 1    | Yamaha YZF R6   | 8    | 22º     |
| 34 | Didier Van Keymeulen | SLM Racing                  | Yamaha YZF R6   | 8    | 19º     |
| 60 | Vladimir Ivanov      | Vector Racing               | Yamaha YZF R6   | 8    | 32º     |
| 11 | Kevin Curtain        | Yamaha Motor Germany        | Yamaha YZF R6   | 7    | 5º      |
| 77 | Barry Veneman        | Hoegee Suzuki               | Suzuki GSX 600R | 6    | 17º     |
| 22 | Kai Børre Andersen   | Hoegee Suzuki               | Suzuki GSX 600R | 6    | 18º     |
| 66 | Jesco Günther        | CRS Grand Prix              | Honda CBR 600RR | 2    | 33º     |
| 55 | Massimo Roccoli      | Yamaha Team Italia          | Yamaha YZF R6   | 1    | 8º      |
| 57 | Luka Nedog           | Manila Grace SC             | Ducati 749 R    | 0    | 37º     |
| 9  | Alessio Corradi      | RG Team                     | Yamaha YZF R6   | 0    | 30º     |

### Superstock 1000

#### Arrivati al traguardo
| Pos. | Nº | Pilota               | Squadra                   | Motocicletta       | Giri | Tempo     | Griglia | Punti |
| ---- | -- | -------------------- | ------------------------- | ------------------ | ---- | --------- | ------- | ----- |
| 1º   | 77 | Claudio Corti        | Yamaha Team Italia        | Yamaha YZF R1      | 14   | 24'37.791 | 1º      | 25    |
| 2º   | 53 | Alessandro Polita    | Celani Suzuki Italia      | Suzuki GSXR1000 K6 | 14   | +1.975    | 10º     | 20    |
| 3º   | 15 | Matteo Baiocco       | Umbria Bike               | Yamaha YZF R1      | 14   | +2.705    | 5º      | 16    |
| 4º   | 57 | Ilario Dionisi       | Unionbike GiMotosports    | MV Agusta          | 14   | +6.275    | 4º      | 13    |
| 5º   | 56 | Emeric Jonchiere     | ERT Team                  | Suzuki GSXR1000 K6 | 14   | +11.139   | 7º      | 11    |
| 6º   | 75 | Arne Tode            | Racing Dirk Van Mol       | Suzuki GSXR1000 K6 | 14   | +11.475   | 8º      | 10    |
| 7º   | 5  | Riccardo Chiarello   | Berry Racing              | Kawasaki ZX 10R    | 14   | +11.746   | 12º     | 9     |
| 8º   | 40 | Hervé Gantner        | Azione Corse              | Honda CBR 1000RR   | 14   | +17.334   | 9º      | 8     |
| 9º   | 24 | Marko Jerman         | MD Team Jerman            | Suzuki GSXR1000 K6 | 14   | +18.450   | 17º     | 7     |
| 10º  | 16 | Enrique Rocamora     | RG Team                   | Yamaha YZF R1      | 14   | +19.786   | 15º     | 6     |
| 11º  | 32 | Sheridan Morais      | EMS Racing                | Suzuki GSXR1000 K6 | 14   | +22.745   | 11º     | 5     |
| 12º  | 55 | Olivier Depoorter    | Autophone Racing          | Yamaha YZF R1      | 14   | +24.472   | 23º     | 4     |
| 13º  | 99 | Danilo Dell'Omo      | T.C.M. Team Cruciani Moto | Suzuki GSXR1000 K6 | 14   | +24.812   | 20º     | 3     |
| 14º  | 89 | Raphael Chevre       | TKR Suzuki Switzerland    | Suzuki GSXR1000 K6 | 14   | +25.927   | 24º     | 2     |
| 15º  | 71 | Petter Solli         | Solli Racing              | Yamaha YZF R1      | 14   | +32.251   | 25º     | 1     |
| 16º  | 90 | Diego Ciavattini     | Team Trasimeno            | Yamaha YZF R1      | 14   | +40.194   | 22º     |       |
| 17º  | 35 | Allard Kerkhoven     | Oliveira Suzuki           | Suzuki GSXR1000 K6 | 14   | +41.883   | 29º     |       |
| 18º  | 73 | Simone Saltarelli    | Team Trasimeno            | Yamaha YZF R1      | 14   | +44.154   | 26º     |       |
| 19º  | 72 | Freddy Foray         | Yohann Moto Sport         | Suzuki GSXR1000 K6 | 14   | +46.649   | 14º     |       |
| 20º  | 21 | Leon Bovee           | Piet Geluk Racing         | Suzuki GSXR1000 K6 | 14   | +48.014   | 27º     |       |
| 21º  | 27 | Alessandro Colatosti | PSG-1 Kawasaki Corse      | Kawasaki ZX 10R    | 14   | +48.779   | 28º     |       |
| 22º  | 18 | Eric van Bael        | SRC Racing                | Suzuki GSXR1000 K6 | 14   | +1'15.928 | 31º     |       |
| 23º  | 33 | Patrick McDougall    | Beowulf Racing            | Suzuki GSXR1000 K6 | 14   | +1'19.600 | 32º     |       |

#### Ritirati
| Nº | Pilota             | Squadra                 | Motocicletta       | Giri | Griglia |
| -- | ------------------ | ----------------------- | ------------------ | ---- | ------- |
| 34 | Mark Pollock       | EMS Racing              | Suzuki GSXR1000 K6 | 10   | 33º     |
| 26 | Brendan Roberts    | HP Racing               | Suzuki GSXR1000 K6 | 8    | 16º     |
| 58 | Robert Gianfardoni | PMS Corse               | Yamaha YZF R1      | 8    | 34º     |
| 9  | Luca Scassa        | EVR Corse Ormeni Racing | MV Agusta          | 4    | 3º      |
| 76 | Adam Jenkinson     | Azione Corse            | Honda CBR 1000RR   | 4    | 21º     |
| 31 | Giuseppe Barone    | TCM Gi.Motor            | Suzuki GSXR1000 K6 | 3    | 30º     |
| 96 | Matěj Smrž         | MS Racing               | Honda CBR 1000RR   | 0    | 18º     |
| 38 | Gilles Boccolini   | PMS Corse               | Kawasaki ZX 10R    | 0    | 13º     |
| 12 | Leonardo Biliotti  | EVR Corse Ormeni Racing | MV Agusta          | 0    | 6º      |
| 86 | Ayrton Badovini    | Biassono - Unionbike    | MV Agusta          | 0    | 2º      |

### Superstock 600

#### Arrivati al traguardo
| Pos. | Nº | Pilota              | Squadra                     | Motocicletta    | Giri | Tempo     | Griglia | Punti |
| ---- | -- | ------------------- | --------------------------- | --------------- | ---- | --------- | ------- | ----- |
| 1º   | 19 | Xavier Siméon       | Alstare Suzuki Corona Extra | Suzuki GSX 600R | 11   | 20'02.740 | 1º      | 25    |
| 2º   | 8  | Andrea Antonelli    | Junior Team Italia Honda    | Honda CBR 600RR | 11   | +4.284    | 2º      | 20    |
| 3º   | 89 | Domenico Colucci    | Ducati Xerox Junior         | Ducati 749 R    | 11   | +7.266    | 4º      | 16    |
| 4º   | 77 | Barry Burrell       | MS Racing                   | Honda CBR 600RR | 11   | +9.275    | 9º      | 13    |
| 5º   | 21 | Franck Millet       | Millet Racing Yamaha J.     | Yamaha YZF R6   | 11   | +14.176   | 12º     | 11    |
| 6º   | 99 | Roy Ten Napel       | Lian Products Racing        | Yamaha YZF R6   | 11   | +14.337   | 6º      | 10    |
| 7º   | 88 | Mads Odin Hodt      | Hodt As Racing              | Yamaha YZF R6   | 11   | +15.998   | 7º      | 9     |
| 8º   | 30 | Michaël Savary      | Millet Racing Yamaha J.     | Yamaha YZF R6   | 11   | +18.236   | 10º     | 8     |
| 9º   | 37 | Andrzej Chmielewski | Trasimeno Junior            | Yamaha YZF R6   | 11   | +28.656   | 14º     | 7     |
| 10º  | 18 | Matt Bond           | Mist Suzuki                 | Suzuki GSX 600R | 11   | +29.230   | 16º     | 6     |
| 11º  | 16 | Chris Northover     | Mist Suzuki                 | Suzuki GSX 600R | 11   | +31.681   | 25º     | 5     |
| 12º  | 84 | Bostjan Pintar      | Inotherm Racing             | Yamaha YZF R6   | 11   | +32.561   | 19º     | 4     |
| 13º  | 55 | Vincent Lonbois     | SRC Racing                  | Suzuki GSX 600R | 11   | +42.712   | 21º     | 3     |
| 14º  | 25 | Patrik Vostarek     | Intermoto Czech Klaffi      | Honda CBR 600RR | 11   | +44.828   | 26º     | 2     |
| 15º  | 56 | Daniel Sutter       | Peko Racing                 | Honda CBR 600RR | 11   | +47.315   | 24º     | 1     |
| 16º  | 28 | Yannick Guerra      | Holiday Gym                 | Yamaha YZF R6   | 11   | +53.706   | 27º     |       |
| 17º  | 45 | Daniele Rossi       | PSG-1 Kawasaki Corse J.     | Kawasaki ZX6RR  | 11   | +53.954   | 30º     |       |
| 18º  | 58 | Gabriel Berclaz     | Berclaz Racing              | Yamaha YZF R6   | 11   | +59.792   | 29º     |       |
| 19º  | 49 | Davide Bastianelli  | RG Team                     | Yamaha YZF R6   | 11   | +1'03.473 | 23º     |       |
| 20º  | 50 | Jordan Pernoud      | Up Racing                   | Yamaha YZF R6   | 11   | +1'31.424 | 32º     |       |
| 21º  | 34 | Alexander Lundh     | Stiggy Motorsports          | Honda CBR 600RR | 11   | +1'36.630 | 8º      |       |
| 22º  | 24 | Daniele Beretta     | DBG Racing                  | Suzuki GSX 600R | 10   | +1 giro   | 17º     |       |

#### Ritirati
| Nº | Pilota                  | Squadra                   | Motocicletta    | Giri | Griglia |
| -- | ----------------------- | ------------------------- | --------------- | ---- | ------- |
| 75 | Dennis Sigloch          | Millet Racing Yamaha 2    | Yamaha YZF R6   | 10   | 11º     |
| 10 | Davide Giugliano        | Lightspeed Kawasaki Supp. | Kawasaki ZX6RR  | 9    | 3º      |
| 48 | Marcin Walkowiak        | Walkowiak Racing          | Yamaha YZF R6   | 8    | 33º     |
| 12 | Davide Caldart          | PSG-1 Kawasaki Corse J.   | Kawasaki ZX6RR  | 7    | 34º     |
| 74 | Sylvain Barrier         | Moto 1                    | Yamaha YZF R6   | 6    | 5º      |
| 41 | Gregory Junod           | TKR Suzuki Switzerland    | Suzuki GSX 600R | 5    | 15º     |
| 52 | Matthieu Lussiana       | Aspi Lussiana             | Yamaha YZF R6   | 2    | 13º     |
| 36 | Jarno Colosio           | 44 Racing                 | Yamaha YZF R6   | 2    | 28º     |
| 51 | Julien Millet           | Moto Performance          | Yamaha YZF R6   | 1    | 18º     |
| 31 | Lennart van Houwelingen | Some Racing               | Suzuki GSX 600R | 1    | 22º     |
| 26 | Will Gruy               | Trasimeno Junior          | Yamaha YZF R6   | 1    | 20º     |